# Рёйтенбюрх, Виллем ван
Виллем ван Рёйтенбюрх (нидерл. Willem van Ruytenburch; 1600 — 1652) — амстердамский коммерсант, торговец специями и лейтенант городской милиции.
С 1627 по 1652 годы Рёйтенбюрх был поместным владельцем Влардингена и Влардингер-Амбахта. Он был сыном Питера Герритса ван Рёйтенбюрха. На картине Рембрандта «Ночной дозор» он изображён как человек в жёлтом. Он купил свой титул и не был по-настоящему благородного происхождения. Позже у него был сын по имени Ян ван Рёйтенбюрх, известный из-за похищения Катарины ван Орлинс.
Раскопки в 2004 году обнаружили его дом в Влардингене. Поместье было куплено муниципалитетом Влардингена в 1830 году, так что название с тех пор перешло к общине.

## Семья и дети
Рёйтенбюрх женился 17 февраля 1626 года на Алиде Йонкхейн (крещена 4 августа 1609 — после октября 1677 г.) Она была дочерью Элберта Симонса Йонкхейна и Адрианы Колен. От этого брака родились:
- Адриана ван Рёйтенбюрх (крещена 10 июня 1629 г., Амстердам — после декабря 1701 г.)
- Альберт Виллемс ван Рёйтенбюрх (крещён 16 мая 1630 г., Амстердам — 6 января 1688 г.)
- Ян ван Рёйтенбюрх (1635 г. — 22 февраля 1719 г., Гаага)
- Герард Константин Рёйтенбюрх (крещён 8 марта 1649 г., Амстердам — 16 мая 1701 г., Пурмеренд)
- Элизабет ван Рёйтенбюрх (умерла 19 января 1697 г.)